# 2002-es magyarországi országgyűlési választás
A 2002-es magyarországi országgyűlési választás volt a rendszerváltás után a negyedik.
Az első fordulót 2002. április 7-én, a másodikat április 21-én tartották. A megjelenési arány országosan az első fordulóban 70,53%, a másodikban 73,51% volt. Az első fordulóban az 5%-os parlamenti küszöböt három lista haladta meg: az MSZP (42%), a Fidesz-MDF (41%), és az SZDSZ (5,5%). Kiesett négy év után a MIÉP (4,6%), nem került be, de állami támogatásban részesült (a 2006-os választásig): a Centrum (3,97%) és a Munkáspárt (2,16%). Kiesett (és aztán szét is) az FKGP (0,79%).

## Választási rendszer
A magyar választási rendszer kétfordulós, kétszavazatos, töredékszavazat-visszaszámláló rendszer, amely kombinálja a többségi (egyéni) és az arányos (pártlistás) rendszert. A 386 fős parlamentbe 176-an egyéni választókerületben, minimum 58-an országos és maximum 152-en területi pártlistákról szerzett mandátummal jutnak be. Pártlistáról akkor lehet mandátumot szerezni, ha a pártlistára leadott szavazatok országos átlagban meghaladják az 5%-os küszöböt.
A választók közvetlenül az egyéni jelöltekre és a pártok területi (19 megyei és 1 fővárosi) listáira szavaznak, lakóhely szerint. Az országos listákra közvetlenül nem lehet szavazni: ezeken az úgynevezett töredékszavazatok alapján oszlanak el a mandátumok.
Egyéni képviselőjelölt az lehet, aki legalább 750 ajánlószelvényt tudott összegyűjteni. Területi listát azok a pártok állíthatnak, amelyek a területhez tartozó egyéni kerületek legalább negyedében, de legalább két kerületben tudtak jelöltet állítani. Országos listát azok a pártok állíthatnak, amelyek képesek legalább hét területi listát indítani.

### A választás időpontja
A választásra az Alkotmány alapján az előző Országgyűlés megválasztását követő negyedik év április vagy május havában kerül sor. A konkrét időpontot a köztársasági elnök jelöli ki, legkésőbb 72 nappal a szavazás időpontja előtt. A szavazás napja nem eshet nemzeti ünnepre vagy munkaszüneti napra, illetve az azok előtti vagy utáni napra. A választást a szokásjog szerint vasárnap szokták tartani.

## Kampány
Míg az előző választást többnyire a távolmaradás jellemezte, addig a 2002-es választás jóval nagyobb tömeget mozgatott meg. Az is nyilvánvalóvá vált, hogy a választás lényegében kétpólusúvá alakult. A kampány a korábbi országgyűlési választásnál jóval nagyobb számban szólította meg a szimpatizánsokat. A lelkesítő beszédek nagy tömegeket vonzottak a terekre és az utcákra. Ilyen volt a két forduló között a Testnevelési Egyetemen tartott Orbán-beszéd, illetve a Kossuth téri nagygyűlés, amelyre korábban nem volt példa a magyar demokrácia 12 éves történetében.
A Fidesz vezetői az ország általános állapotára, és a jó gazdasági mutatókra tekintettel bíztak abban, hogy eséllyel indulnak a választáson, sőt annyira biztosak voltak a sikerben, hogy Orbán Viktor ismét távol maradt a nyilvános kampányszerepelésektől. Nehéz volt előre jelezni, hogy ki nyeri a választást, mert megközelítőleg egyensúlyban volt a kormányzópárt és az ellenzék.
Orbán Viktor a közvélemény-kutatásokból arra következtethetett, hogy a sikeres gazdaságpolitikának köszönhetően megvan az a fölény, ami elegendő a baloldal legyőzéséhez. A politikai elit azonban megosztottá vált a kormány megítélésében. Különösen a nagyvárosi középréteg volt az, amelyik bírálta a kormány azon törekvéseit, mint a tűzijáték árának titkossága, Ezüsthajó Kft., vagy a Kisgazdapárttal való szövetség és a radikális jobboldal felé történő elmozdulás. A Fidesz sikeresen megakadályozta, hogy a kisgazdapárt elnöke Torgyán József köztársasági elnöknek jelöltesse magát. Az FKGP népszerűsége pedig rohamosan csökkent és kisgazda politikusok fordultak el Torgyántól, akik később beálltak a Fideszbe. 
Az MSZP szociális intézkedések ígéretével kampányolt. Kormányra kerülésük esetén meghirdették az úgynevezett 100 napos programot, melyben kezdeményezték az alkalmazotti bérek, a pedagógusok és az egészségügyi dolgozók javadalmazásának 50 százalékos emelését és a 13. havi nyugdíjat. Emellett a szocialisták elsősorban a fővárosra és a nagyvárosokra összpontosították kampányerőiket. A szociális program mellett a „Magyarország mindannyiunké, a jogállam is mindenkié” szólamokkal kampányoltak.
Az SZDSZ plakátkampányának központi eleme volt a narancs és Orbán Viktor, melyen diktatórikus, vezérelvű tulajdonságokkal illették a miniszterelnököt.

## Országos listák
Országos listát állított pártok:
(Az első húsz jelölt neve, a miniszterelnök-jelölt vastag betűvel.)
| Párt | MSZP            | Fidesz–MDF              | SZDSZ               | MIÉP                     | Centrum Párt–KDNP | Munkáspárt            |
| ---- | --------------- | ----------------------- | ------------------- | ------------------------ | ----------------- | --------------------- |
| 1.   | Medgyessy Péter | Orbán Viktor            | Kuncze Gábor        | Csurka István            | Kupa Mihály       | Thürmer Gyula         |
| 2.   | Kovács László   | Dávid Ibolya            | Pető Iván           | Balczó Zoltán            | Bartók Tivadar    | Vajnai Attila         |
| 3.   | Szili Katalin   | Harrach Péter           | Szent-Iványi István | ifj. Hegedűs Lóránt      | Gyenesei István   | Karacs Lajosné        |
| 4.   | Horn Gyula      | Pokorni Zoltán          | Kis Zoltán          | Lentner Csaba            | Droppa György     | Vajda János           |
| 5.   | Jánosi György   | Áder János              | Fodor Gábor         | Rozgonyi Ernő            | Kónya Imre        | Urbán Sándor          |
| 6.   | Nagy Sándor     | Kövér László            | Magyar Bálint       | Fenyvessy Zoltán         | Nagy Tamás        | Kollát Pál            |
| 7.   | Lendvai Ildikó  | Szájer József           | Zwack Péter         | Bognár László            | Füzessy Tibor     | Bánhegyi József       |
| 8.   | Juhász Ferenc   | Várhegyi Attila         | Horn Gábor          | Koós Ferenc              | Tamás László      | Kozma Imre Tivadarné  |
| 9.   | Csehák Judit    | Varga László            | Kóródi Mária        | Bakay Kornél             | Helmeczy László   | Szöllősiné Fitos Éva  |
| 10.  | Lamperth Mónika | Gyürk András            | Gusztos Péter       | Csath Magdolna           | Szántó András     | Kántor István         |
| 11.  | Vitányi Iván    | Horváth János           | Eörsi Mátyás        | Erkel Tibor              | Raskó György      | Fratanolo János       |
| 12.  | Kósa Ferenc     | Tölgyessy Péter         | Wekler Ferenc       | Bogdán Emil              | Mizsei Zsuzsanna  | Kerezsi László        |
| 13.  | Mandur László   | Turi-Kovács Béla        | Gulyás József       | Szentmihályi Szabó Péter | Petróczki Ferenc  | Edelényiné Nagy Mária |
| 14.  | Baja Ferenc     | Farkas Flórián          | Béki Gabriella      | Zakó László              | Spiegl József     | Szabó Lászlóné        |
| 15.  | Puch László     | Hende Csaba             | Világosi Gábor      | Kertész Zsuzsanna        | Szabó József      | Serbán Zoltán         |
| 16.  | Szekeres Imre   | Szentgyörgyvölgyi Péter | Szalay Gábor        | Hegedűs Zsuzsanna        | Márczis Márta     | Székely Péter         |
| 17.  | Csabai Lászlóné | Isépy Tamás             | Kovács Kálmán       | Zsichla László           | Balaton Péter     | Erős József           |
| 18.  | Tóbiás József   | Semjén Zsolt            | Mécs Imre           | Kovács László            | Hortobágyi György | Tóth István           |
| 19.  | Doszpot Péter   | Sümeghy Csaba           | Bőhm András         | Deák Péter               | Stocker Antal     | Blahó István          |
| 20.  | Vári Gyula      | Dobó László             | Dióssy László       | Grespik László           | Garbera István    | Havránek Ferenc       |

## Eredmények

Az egyéni választókerületek eredményei

### Részvételi adatok
|          | Első forduló 2002. április 7. | Második forduló 2002. április 21. |
| -------- | ----------------------------- | --------------------------------- |
| 7:00-ig  | 1,41%                         | 2,00%                             |
| 9:00-ig  | 8,81%                         | 12,00%                            |
| 11:00-ig | 26,37%                        | 30,27%                            |
| 13:00-ig | 40,19%                        | 42,82%                            |
| 15:00-ig | 51,78%                        | 53,59%                            |
| 17:30-ig | 65,56%                        | 67,87%                            |
| Összesen | 70,53%                        | 73,51%                            |

| Párt neve                                | Területi listás | Területi listás | Területi listás | Területi listás | Első forduló (EVK) | Első forduló (EVK) | Első forduló (EVK) | Első forduló (EVK) | Második forduló (EVK) | Második forduló (EVK) | Második forduló (EVK) | Második forduló (EVK) | Mandátumok      | Mandátumok | Mandátumok |
| Párt neve                                | Száma           | %               | +/−             | Hely            | Száma              | %                  | +/−                | Hely               | Száma                 | %                     | +/−                   | Hely                  | Országos listás | Összesen   | +/−        |
| ---------------------------------------- | --------------- | --------------- | --------------- | --------------- | ------------------ | ------------------ | ------------------ | ------------------ | --------------------- | --------------------- | --------------------- | --------------------- | --------------- | ---------- | ---------- |
| MSZP                                     | 2 361 983       | 42,1            | +9,13           | 69              | 2 277 732          | 40,5               | +10,68             | 24                 | 2 011 845             | 45,77                 | +2,73                 | 54                    | 31              | 178        | +44        |
| Fidesz–MDF                               | 2 306 763       | 41,1            | +11,59          | 67              | 2 217 755          | 39,4               | +18,3              | 20                 | 2 196 540             | 49,97                 | +12.14                | 75                    | 26              | 188        | +23        |
| SZDSZ                                    | 313 084         | 5,6             | −2              | 4               | 380 982            | 6,8                | −3,44              | 0                  | 126 966               | 2,89                  | −0,20                 | 2                     | 13              | 19         | −5         |
| MIÉP                                     | 245 316         | 4,4             | −1,1            | –               | 257 455            | 4,6                | −1                 | –                  | 325                   | 0,01                  | −0,62                 | –                     | –               | –          | −14        |
| Centrum Párt–KDNP                        | 219 029         | 3,9             | új              | –               | 182 256            | 3,2                | új                 | –                  | 5 280                 | 0,12                  | új                    | –                     | –               | –          | új         |
| Munkáspárt                               | 121 503         | 2,2             | −1,79           | –               | 108 732            | 1,9                | −1,77              | –                  | –                     | –                     | –                     | –                     | –               | –          | –          |
| FKGP                                     | 42 338          | 0,8             | −12,4           | –               | 67 401             | 1,2                | −12,1              | –                  | 692                   | 0,02                  | –6,1                  | –                     | –               | –          | −48        |
| Új Baloldal Párt                         | 3 198           | 0,1             | új              | –               | 5 597              | 0,1                | új                 | –                  | –                     | –                     | –                     | –                     | –               | –          | új         |
| Reform Kisgazdapárt                      | 1.086           | 0,0             | új              | –               | 2 758              | 0,0                | új                 | –                  | –                     | –                     | –                     | –                     | –               | –          | új         |
| Kisgazdapárt a Kisgazda Szövetség Pártja | 451             | 0,0             | új              | –               | 2 699              | 0,0                | új                 | –                  | –                     | –                     | –                     | –                     | –               | –          | új         |
| További pártok                           | 8 660           | 0,2             | –               | –               | 1 975              | 0,0                | –                  | –                  |                       | –                     | –                     | –                     | –               | –          | –          |
| Közös jelöltek MSZP–MSZDP                | –               | –               | –               | –               | 41 461             | 0,7                | –                  | –                  | 40 709                | 0,93                  | –                     | –                     | –               | –          | –          |
| Közös jelöltek MSZP–SZDSZ                | –               | –               | –               | –               | 27 892             | 0,5                | –                  | 1                  | 13 101                | 0,30                  | –                     | –                     | –               | 1          | +1         |
| Függetlenek                              | –               | –               | –               | –               | 43 215             | 0,8                | −0,9               | –                  | –                     | –                     | –                     | –                     | –               | –          | −1         |
|                                          |                 |                 |                 |                 |                    |                    |                    |                    |                       |                       |                       |                       |                 |            |            |
| Összesen                                 | 5 616 726       | 100             |                 | 140             | 5 624 595          | 100                |                    | 45                 | 4 395 458             | 100                   |                       | 131                   | 70              | 386        | –          |
|                                          |                 |                 |                 |                 |                    |                    |                    |                    |                       |                       |                       |                       |                 |            |            |
| Szavazásra jogosult                      | 8 061 101       | 70,47           |                 |                 | 8 061 101          | 70,47              |                    |                    | 6 018 069             | 73,49                 |                       |                       |                 |            |            |
| Összes szavazat                          | 5 685 655       | 100             | +20,29          |                 | 5 685 655          | 100                | +20,29             |                    | 4 422 421             | 100                   | –3,18                 |                       |                 |            |            |
| Érvénytelen szavazatok                   | 63 897          | 1,12            |                 |                 | 55 863             | 0,98               |                    |                    | 26 963                | 0,61                  |                       |                       |                 |            |            |
| Érvényes szavazatok                      | 5 616 726       | 98,9            |                 |                 | 5 624 595          | 99,02              |                    |                    | 4 395 458             | 99,39                 |                       |                       |                 |            |            |

## Politikai következmények
A választást az MSZP nyerte, amely koalíciót ajánlott az SZDSZ-nek. Kormányváltásra került sor, Medgyessy Péter lett az új miniszterelnök, és rövidesen megalakult a Medgyessy-kormány.

## Külső hivatkozások
- A 2002-es választás hivatalos oldala. valasztas.hu
- A 2002-es választások – a fideszesek nem voltak elegen, 2010. február 1. (Hozzáférés: 2021. március 8.)